# University of the West Indies

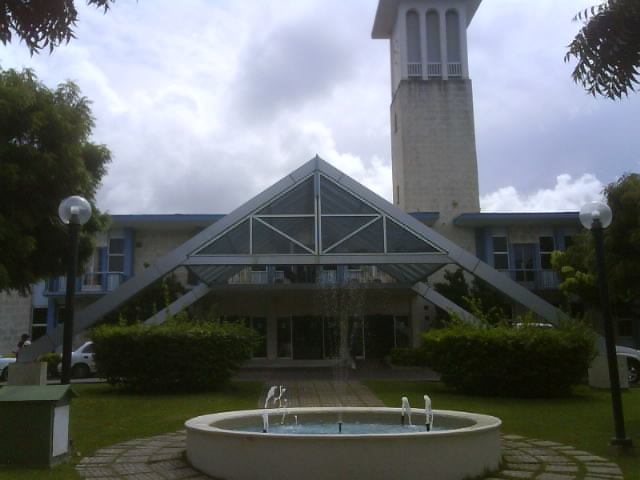
Bestuursgebouw van de UWI
in Cave Hill op Barbados

The University of the West Indies (UWI), de Universiteit van West-Indië, is een Engelstalige universiteit op de eilanden Jamaica (Mona), Trinidad (Saint Augustine), Barbados (Cave Hill) en Antigua en Barbuda (Five Islands); daarnaast is er een Open Campus voor afstandsonderwijs. De universiteit is opgericht in 1948.
Het is de openbare universiteit voor een aantal (17) landen en gebieden: Anguilla, Antigua en Barbuda, de Bahama-eilanden, Barbados, Belize, Bermuda, de Britse Maagdeneilanden, Grenada, Jamaica, de Kaaimaneilanden, Dominica, Montserrat, St Kitts en Nevis, St Lucia, St Vincent en de Grenadines, Trinidad en Tobago en Turks en Caicos.  Al deze gebieden zijn lid van het (Britse) Gemenebest of Brits territorium.
De universiteit heeft vier "campussen":
- "Mona", in Kingston op Jamaica
- in St Augustine, op Trinidad
- Cave Hill, in Saint Michael op Barbados
- een "open campus" voor de andere landen

De volgende mensen hebben een functie (gehad) aan de universiteit:
- Alice van Albany (1883-1981), Groot-Brittannië
- Stanley Greaves (1934), Guyana
- William Arthur Lewis (1915-1991), St Lucia
- George Maxwell Richards (1931), Trinidad en Tobago
- Walter Rodney (1942-1980), Guyana
- Verene Shepherd, Jamaica